# Campionat Europeu de Salts de 2013 – 1 metre trampolí masculí
La prova del 1 metre trampolí masculí dels Campionat Europeu de Salts de 2013 es va disputar el dia 19 de juny amb una ronda preliminar i una ronda final.

## Resultats
La ronda preliminar es va disputar a les 9:00 del matí i la final a les 15:30.
En verd els finalistes 
| Posició | Saltador              | País          | Preliminar | Preliminar | Final     | Final   |
| Posició | Saltador              | País          | Punts      | Posició    | Punts     | Posició |
| ------- | --------------------- | ------------- | ---------- | ---------- | --------- | ------- |
| 1       | Illya Kvasha          | Ucraïna       | 410.80     | 1          | 467.75    | 1       |
| 2       | Martin Wolfram        | Alemanya      | 365.65     | 7          | 414.75    | 2       |
| 3       | Oliver Homuth         | Alemanya      | 378.95     | 5          | 414.45    | 3       |
| 4       | Constantin Blaha      | Àustria       | 334.75     | 9          | 405.95    | 4       |
| 5       | Sergey Nazin          | Rússia        | 368.70     | 6          | 388.75    | 5       |
| 6       | Oliver Dingley        | Regne Unit    | 395.10     | 2          | 382.35    | 6       |
| 7       | Evgenii Novoselov     | Rússia        | 389.40     | 3          | 378.20    | 7       |
| 8       | Andrzej Rzeszutek     | Polònia       | 380.50     | 4          | 355.40    | 8       |
| 9       | Espen Gilje Bergslien | Noruega       | 328.20     | 12         | 352.40    | 9       |
| 10      | Stefanos Paparounas   | Grècia        | 339.45     | 8          | 349.50    | 10      |
| 11      | Michele Benedetti     | Itàlia        | 328.60     | 11         | 329.20    | 11      |
| 12      | Espen Valheim         | Noruega       | 329.00     | 10         | 308.25    | 12      |
| 16.5    | H09.5                 |               |            |            | 00:55.635 | O       |
| 13      | Vinko Paradzik        | Suècia        | 318.80     | 13         |           |         |
| 14      | Yorick de Bruijn      | Països Baixos | 317.70     | 14         |           |         |
| 15      | Andreas Nader Billi   | Itàlia        | 315.00     | 15         |           |         |
| 16      | Jouni Kallunki        | Finlàndia     | 313.60     | 16         |           |         |
| 17      | Andrei Pawluk         | Belarús       | 312.60     | 17         |           |         |
| 18      | Benjamin Auffret      | França        | 306.75     | 18         |           |         |
| 19      | Jesper Tolvers        | Suècia        | 298.75     | 19         |           |         |
| 20      | Oleg Kolodiy          | Ucraïna       | 296.55     | 20         |           |         |
| 21      | Joshua Dowd           | Regne Unit    | 295.05     | 21         |           |         |
| 22      | Yauheni Karaliou      | Belarús       | 292.40     | 22         |           |         |
| 23      | Nicolás García        | Espanya       | 290.30     | 23         |           |         |
| 24      | Joey van Etten        | Països Baixos | 283.50     | 24         |           |         |
| 25      | Fabian Brandl         | Àustria       | 271.75     | 25         |           |         |
| 26      | Héctor García         | Espanya       | 269.70     | 26         |           |         |
| 27      | Krisztian Somhegyi    | Hongria       | 265.40     | 27         |           |         |
| 28      | Botond Bóta           | Hongria       | 264.35     | 28         |           |         |
| 29      | Sergej Baziuk         | Lituània      | 224.35     | 29         |           |         |